# Еврейское кладбище (Черновцы)
Еврейское кладбище Черновцов — кладбище в городе Черновцы Черновицкой области на западе Украины.

## История
Еврейское кладбище на улице Зеленой было основано по решению черновицкого муниципалитета в 1866 году. Первоначальный замысел инженера Релли заключался в том, чтобы спроектировать кладбище как садово-парковый комплекс. Планирование было выполнено планировщиком по имени Гаимбе. Первоначальный участок земли, выделенный муниципалитетом для кладбища, был значительно меньше того, что еврейская община Черновцов считала необходимым, поэтому еврейская община собрала средства, чтобы купить больше земли и расширить кладбище до его нынешних размеров.
В настоящее время размер кладбища около 14,2 га и оно состоит из 137 прямоугольников, которые вместе образуют один сплошной замкнутый комплекс. На кладбище покоятся около 50 000 черновчан, в том числе; первый еврейский мэр города Эдуард Рейсс (1905–1907); еврейский поэт и писатель Элиэзер Штайнбарг, главные раввины общины, депутат австрийского парламента и ландтага Буковины, видный общественный деятель и лидер еврейской общины Бенно Штраухер, глава Черновицкой палаты адвокатов и известный политик Макс Фокшанер; а также меценаты Анна и Маркус Кислингер; политик и депутат австрийского парламента Давид Титтингер, почетный гражданин Черновцов Маркус Кампельмахер, политики и общественные деятели Йозеф Штайнер и Саул Лейб Штайнмец, врачи доктор Зигмунд Нойбергер, доктор Йозеф Оренштейн, а также многие другие люди, внесшие значительный вклад в политическую, экономическую, культурную и общественную жизнь Черновцов.
В то время как некоторые из надгробий и памятников выполнены в традиционном стиле, другие сильно отличаются, что свидетельствует о растущем богатстве и высоком уровне образования населения, а также о социальных, культурных, художественных, религиозных и политических вкусах и идеалах еврейской общины Черновцов. Памятники и надгробия на кладбище отличаются удивительным разнообразием форм, стилей и форм. Здесь есть стелы, саркофаги, мавзолеи и обелиски из мрамора, гранита, габбро, песчаника, цемента и других материалов. На кладбище работали такие известные скульпторы, как Б. Редер, Л. Кукурудза, братья Москалюки, К. Кундл и другие.
Орнаменты на памятниках представляют традиционную еврейскую символику, а также элементы украинского и еврейского народного творчества. Надписи на иврите, немецком и русском языках содержат имена, даты рождения и смерти, иногда профессию или должность человека, стихотворение или другую эпитафию. Памятники советского периода часто имеют выгравированную на камне фотографию умершего.
Церемониальное здание у входа на кладбище было возведено в 1905 году по проекту архитектора Фюнкеля на средства еврейской общины. Здание состояло из 4 помещений: парадного зала, морга, ритуальной лавки и конторы.
На кладбище четыре братские могилы: еврейских солдат австрийской армии времен Первой мировой войны (1914–1918), еврейских солдат турецкой армии, румынских евреев умерших в 1941–1942 годах, и еврейских жертв Холокоста в 1941 году.
С 1995 года по решению Черновицкого городского совета кладбище входит в состав историко-культурного заповедника «Кладбища на улице Зеленой». В настоящее время еврейское кладбище Черновцов является одним из крупнейших сохранившихся еврейских кладбищ в Центральной и Восточной Европе. Это также памятник и напоминание о бывшей большой еврейской общине города и ее роли в политике, экономике и культуре города. В 2008 году проект по очистке Черновцов основал Кристиан Херрманн. Херрманн работает с членами бывшей еврейской общины Черновцов, чтобы организовать добровольцев, которые помогают убирать и содержать кладбище. Организация по восстановлению и обслуживанию кладбища была создана в 2009 году Мириам (Мими) Тейлор, внучкой Шауля Лейба Штайнмеца и Шаши Воллох, сына черновчанина. Организация называется CJCRO, https://cjcro.org